# Juan Pablo Llano
Juan Pablo Llano Echeverry (Medellín, Colombia; 17 de noviembre de 1977) es un actor, modelo y presentador de televisión colombiano. Ha trabajado en producciones de televisión en Colombia, México y Estados Unidos. Es reconocido por sus papeles en telenovelas como El auténtico Rodrigo Leal, Sin senos sí hay paraíso, La Nocturna y Bajo el mismo cielo, así como por su participación como presentador en programas como El desafío y Desafío sobre fuego: Latinoamérica.

## Biografía
Juan Pablo Llano nació el 17 de noviembre de 1977 en Medellín, Antioquia. Inició su carrera en el modelaje a finales de los años 1990 y rápidamente se consolidó como una de las figuras más destacadas en el ámbito de la moda en Colombia.
Más adelante se inclinó por la actuación. Su debut en la televisión se dio con una participación en la serie Historia de hombres solo para mujeres, y posteriormente alcanzó notoriedad con la participación en la telenovela El auténtico Rodrigo Leal, que marcó el inicio de su consolidación como actor.
En años posteriores, participó en diversas producciones de televisión tanto en Colombia como en el extranjero. Entre sus créditos se encuentran las telenovelas Grachi (Nickelodeon Latinoamérica), Una Maid en Manhattan, Aurora, El fantasma de Elena y Dueños del paraíso (todas de Telemundo). También interpretó al personaje principal en La virgen de la calle, coproducción de RTI y Televisa.
Entre 2016 y 2018, formó parte del elenco de Sin senos sí hay paraíso en sus tres temporadas, emitidas por Telemundo, donde tuvo uno de los papeles más reconocidos de su carrera internacional.

## Presentador
En paralelo a su carrera como actor, Llano ha trabajado como presentador de televisión. En 2007, fue el conductor de El desafío 2007, junto a la presentadora Lina Marulanda. Más adelante presentó el programa Frente al miedo, también producido por Caracol Televisión.
Entre 2018 y 2021, fue presentador del programa Desafío sobre fuego: Latinoamérica, una versión regional del formato estadounidense de History Channel, que tuvo tres temporadas.

## Formación
Juan Pablo Llano es profesional en publicidad y egresado de la Universidad Pontificia Bolivariana de Medellín. Como actor, ha complementado su formación con talleres dictados por figuras como Alejandra Borrero, Marcela Benjumea, Jorge Cao, Victoria Hernández e Ivana Chubbuck, entre otros.

## Vida personal
Está casado con la presentadora Catalina Gómez, con quien tiene dos hijos.

## Filmografía

### Televisión
| Año       | Título                                | Personaje                            | Canal                     |
| --------- | ------------------------------------- | ------------------------------------ | ------------------------- |
| 2024      | La mujer de mi vida                   | Joaquín Molina                       | Telemundo                 |
| 2023      | Vuelve a mí                           | El Sapo Hernández                    | Telemundo                 |
| 2022      | Amores que engañan                    | Antoine                              | Lifetime Latinoamérica    |
| 2020      | Decisiones: Unos ganan, otros pierden | Hernán Patiño                        | Telemundo                 |
| 2020      | La Nocturna                           | Alberto Cruz                         | Caracol Televisión        |
| 2019      | El Barón                              | Mauricio Jaramillo                   | Telemundo                 |
| 2019      | El final del paraíso                  | Daniel Cerón Venegas "El Periodista" | Telemundo                 |
| 2016-2018 | Sin senos sí hay paraíso              | Daniel Cerón Venegas "El Periodista" | Telemundo                 |
| 2015-2016 | Bajo el mismo cielo                   | Erick Vilalta                        | Telemundo                 |
| 2015      | Dueños del paraíso                    | Ignacio Elizondo                     | Telemundo                 |
| 2013-2014 | Virgen de la calle                    | Mauricio Vega                        | Televen                   |
| 2012-2013 | Grachi                                | Ignacio 'Nacho' Novoa                | Nickelodeon Latinoamérica |
| 2012      | Secreteando                           | Tony                                 | Telemundo                 |
| 2011-2012 | Una maid en Manhattan                 | Bruno Rivera                         | Telemundo                 |
| 2010-2011 | Aurora                                | Ramiro                               | Telemundo                 |
| 2010      | El fantasma de Elena                  | Walter                               | Telemundo                 |
| 2009      | Las detectivas y el Víctor            | Juan Pablo Andrade / Édgar Álvarez   | Canal RCN                 |
| 2007      | Dame chocolate                        | Santiago                             | Telemundo                 |
| 2006      | El engaño                             |                                      | Caracol Televisión        |
| 2005      | Decisiones                            | Varios estelares                     | Telemundo                 |
| 2004      | Francisco el matemático               | Manuel Mejía                         | Canal RCN                 |
| 2003-2004 | Dora, la celadora                     | José Jaramillo                       | Caracol Televisión        |
| 2003      | El auténtico Rodrigo Leal             | César Domínguez                      | Caracol Televisión        |
| 2002      | Historia de hombres solo para mujeres | Sebastián                            | Caracol Televisión        |

## Reality
| Año       | Título                                      | Rol         |
| --------- | ------------------------------------------- | ----------- |
| 2024      | MasterChef Celebrity                        | Concursante |
| 2023      | Los 50                                      | Concursante |
| 2021      | El Domo del Dinero                          | Concursante |
| 2018-2021 | Desafío sobre fuego Latinoamérica           | Presentador |
| 2007      | Desafío 2007: La guerra de las generaciones | Presentador |
| 2006-2007 | Frente al miedo                             | Presentador |

## Premios y nominaciones

### Premios PRODU
| Año  | Categoría         | Mejor Presentador de Reality      | Resultado |
| ---- | ----------------- | --------------------------------- | --------- |
| 2022 | Mejor presentador | Desafío sobre Fuego Latinoamérica | Ganador   |

### Premios Miami Life
| Año  | Categoría              | Telenovela o serie       | Resultado |
| ---- | ---------------------- | ------------------------ | --------- |
| 2017 | Mejor actor de reparto | Sin senos sí hay paraíso | Ganador   |

### Premios TvyNovelas
| Año  | Categoría                                    | Telenovela o serie         | Resultado |
| ---- | -------------------------------------------- | -------------------------- | --------- |
| 2018 | Mejor actor de reparto de telenovela o serie | Sin senos sí hay paraíso 2 | Nominado  |

### Premios Latin Plug
| Año  | Categoría                      | Telenovela o serie | Resultado |
| ---- | ------------------------------ | ------------------ | --------- |
| 2021 | Mejor actor colombiano del año | La nocturna        | Nominado  |